# Zamek Pontchartrain
Zamek Pontchartrain – zabytkowy zamek położony w gminie Jouars-Pontchartrain w departamencie Yvelines, na zachodzie regionu Île de France we Francji.
Zachodni kraniec jego domeny (starożytne określenie na tereny będące odpowiednikiem demesne: osobistej posiadłości pana dworskiego) za ozdobnym jeziorem o nazwie Étang du Château de Pontchartrain rozciąga się na teren gminy na zachodzie, Le Tremblay-sur-Mauldre. Główną część budynku stanowią dwa potężne skrzydła, wybudowane w połowie XVII wieku na polecenie właściciela, Louisa I Phélypeaux, hrabiego de Pontchartrain, który został wyniesiony do szlachectwa i rangi ministerialnej na stanowisko kanclerza Francji. W budynku głównym znajduje się galeria datowana na lata 1598–1609, umożliwiająca komunikację między dwoma skrzydłami. Późniejsze rozbudowy obejmują pawilon z końca XIX wieku.

## Położenie
Zamek znajduje się na południe od słabo zaludnionego obszaru mieszkalnego na północy gminy oraz na zachód od drogi D15 - Rue Saint-Anne. Na południe od obiektu biegnie dwujezdniowa droga N12. Najbliższym miastem jest Maurepas, położone na południowym wschodzie.

## Historia
Dwór jako Pontem Cartonencem wzmiankowany był około 1325 lub 1330 roku. W XVI wieku dwór ten, który mógł znajdować się na miejscu prawego skrzydła zamku, został prawdopodobnie opuszczony przez rolników, podczas gdy na miejscu obecnego lewego skrzydła wybudowano nowy dom. W 1598 roku majątek nabył Antoine de Buade de Frontenac.
Antoine de Buade de Frontenac sprzedał Pontchartrain w 1609 roku Paulowi Phélypeaux, sekretarzowi królowej Marii Medycejskiej . W 1613 roku syn Frontenaca, Henri de Buade, poślubił Annę Phélypeaux, córkę brata Paula Phélypeaux, Raymonda Phélypeaux .

### Rodzina Phélypeaux

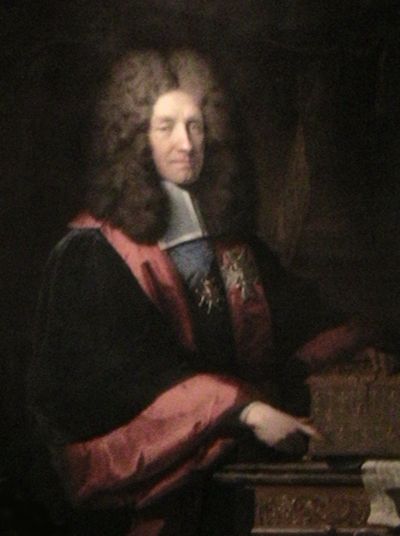
Louis Phélypeaux, hrabia de Pontchartrain (1643–1727)

Paul Phélypeaux był doradcą królewskim w 1610 r. i założycielem gałęzi rodu Phélypeaux - Pontchartrain, w której posiadaniu znajdował się zamek do 1802 r., objęty nadzorem rewolucji francuskiej. Jego syn Louis I Phélypeaux de Pontchartrain zlecił budowę głównego budynku w latach 1633–1662, jednak przypisywanie jego autorstwa François Mansartowi jest bezpodstawne.
Ludwik II Phélypeaux de Pontchartrain, brat Jeana, był kontrolerem finansów w 1689 r., a następnie kanclerzem od 1699 r. Przyjął nazwę posiadłości, gdzie zlecił bratu François Romainowi i André Le Nôtre'owi wzniesienie zamku, a w 1693 r. zaprojektowanie wspaniałego parku. Po śmierci żony pogrążył się w żalu i zrezygnował ze wszystkich piastowanych urzędów. Przeszedł na emeryturę w Pontchartrain, gdzie zmarł.
Jego jedyny syn, Jérôme Phélypeaux, był sekretarzem stanu marynarki wojennej. Był także sekretarzem stanu w domu królewskim. Po śmierci Ludwika XIV nadal uczestniczył w soborze, aby „zdmuchnąć świece”, zanim Saint-Simon nakłonił regenta do wygnania go do Pontchartrain, gdzie w 1738 r. przebudował główny budynek za dziedzińcem.
Kiedy Jérôme Phélypeaux zmarł jego majątek przeszedł na jego syna Jeana Frédérica Phélypeaux, hrabiego Maurepas. W wieku 22 lat Maurepas objął stanowisko sekretarza stanu, które zajmował wcześniej jego ojciec, jako powiernik Ludwika XV. 

### Rodziny Destillières i D'Osmonds

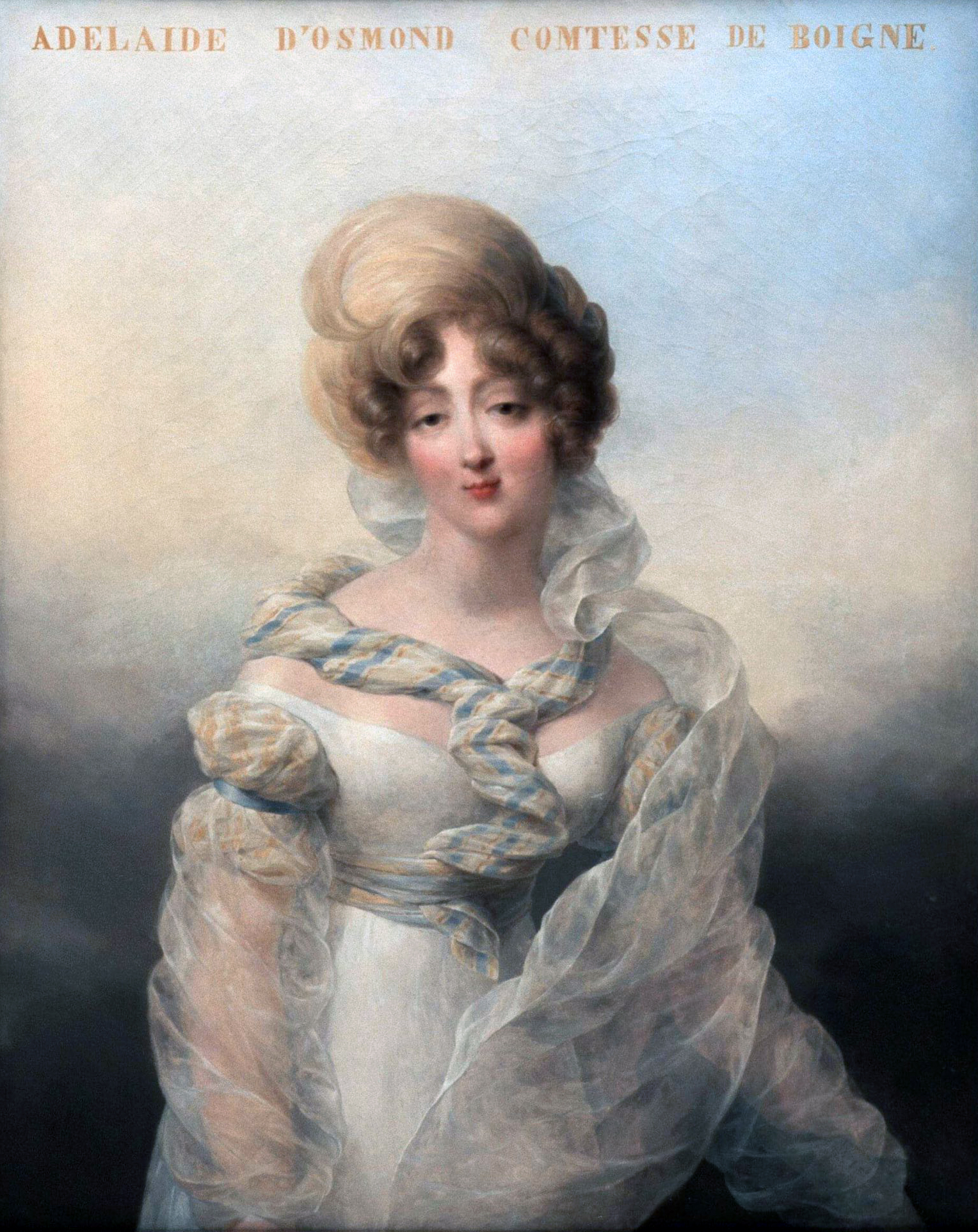
Adèle d'Osmond, hrabina Boigne (1781-1866.)

W 1801 roku pozbawiona szlachectwa księżna Brissac, na mocy państwowych przepisów o zarządzie komisarycznym majątków arystokratycznych, sprzedała go po dozwolonej, obniżonej cenie przemysłowcowi i spekulantowi Claude'owi Caroillon Destillières. Zlecił on modnemu projektantowi krajobrazu Louisowi-Martinowi Berthault przekształcenie ogrodów ze stylu francuskiego na park angielski. W latach dwudziestych XIX wieku zatrudnił go James Mayer de Rothschild, który zorganizował pierwsze przyjęcia w jego paryskim hotelu. Kiedy Destillières zmarł w 1814 roku, jego ogromny majątek i posiadłości ziemskie przeszły w ręce jego córki, Aimée Caroillon des Tillières .
W 1817 roku Aimée poślubiła pozbawionego tytułu hrabiego, a następnie ponownie mianowanego markiza (1838) Rainulphe’a Eustache’a d’Osmonda, adiutanta księcia Angoulême, którego starsza siostra Adèle d’Osmond, hrabina de Boigne, w swoich pamiętnikach wspominała o bibliotece w Pontchartrain . Malarz Jean-Baptiste Isabey, który uczył Aimée d'Osmond rysunku i był jej przyjacielem, miał swój pokój w zamku, gdzie w 1815 r. wykonał widoki wnętrz.

### Rodzina Henckel von Donnersmarck

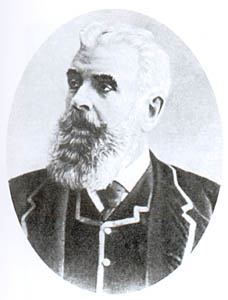
Guido Henckel von Donnersmarck (1830-1916)

W 1857 roku syn d'Osmonda sprzedał majątek hrabiemu Guido Henckel von Donnersmarck, który podarował go swojej kochance Esther, czyli Thérèse Lachmann, zwanej La Païva. Ten bogaty młody pruski arystokrata, kuzyn Bismarcka, zlecił architektowi Pierre Manguin odrestaurowanie domu. Jego partnerka odnowiła park i stworzyła piękne widoki, sadząc rzadkie gatunki roślin. Miejscowi chłopi byli zgorszeni, widząc ją galopującą po parku przebraną za mężczyznę. Paul Lacroix powiedział, że w zamku znajdowały się dwa duże obrazy przedstawiające pościg i przybycie Ludwika XIV, na których pojawia się Madame de Montespan .
W 1871 r. Blanka de Païva poślubiła hrabiego von Donnersmarcka, który powrócił do Pontchartrain, gdzie zastąpił służbę personelem niemieckim. Pruska okupacja w 1870 r. pozostawiła Pontchartrain nietkniętym i pozostającym własnością hrabiego, wówczas gubernatora Alzacji-Lotaryngii. Podejrzewana prawdopodobnie o szpiegostwo, La Païva opuściła Francję w 1877 roku i udała się do Neudeck (obecnie Świerklaniec) na Śląsku, gdzie kazała Lefuelowi zbudować sobie pałac. Zmarła w 1884 roku. Kolekcja zamkowa została sprzedana na aukcji publicznej w Drouot 9 lutego 1884 r. . W 1888 roku hrabia, niemile widziany we Francji, sprzedał zamek wraz z lasem o powierzchni 1 200 hektarów.

### Rodzina Dreyfus
Zamek został kupiony przez finansistę, przemysłowca i kolekcjonera Augusta Dreyfusa (1827–1897) i jego żonę Luisę Gonzalez de Andia Orbegoso (1847–1924), markizę de Villahermosa, którą Dreyfus poślubił w Limie w 1873 roku. Pringué opisuje quasi-królewskie życie w Pontchartrain, przypominające dwór madrycki. Luisa Gonzalez de Andia Orbegoso, markiza Villahermosa, była bogata, gdyż jej rodzina posiadała z kopalnie szmaragdów w Peru i Chile, a także z wyspy pokryt guanem, na które miała monopol. Rano omawiała interesy w swoim okazałym buduarze, którego stolarka pochodzi z XVIII wieku i jest ozdobiona dziełami Velasqueza, Goi i Rubensa. 
Auguste Dreyfus był jedynym koncesjonariuszem państwa peruwiańskiego na eksploatację i sprzedaż guana. Mimo że w 1862 r. nawrócił się na katolicyzm, stał się celem francuskich antysemitów, a jednemu z jego dwóch synów odmówiono przyjęcia obywatelstwa francuskiego. Był blisko związany z republikanami Julesem Grévym, który był jednym z jego pierwszych obrońców (zatrudnił 54 prawników w trzech procesach) i Pierrem Waldeck-Rousseau, którego w 1890 r. mianował wykonawcą swojego testamentu. Zlecił architektowi Émile'owi Boeswillwaldowi przebudowę i powiększenie zamku oraz odtworzenie francuskiego ogrodu stworzonego pod koniec XVII wieku.

### Późniejsze lata
W 1932 roku spadkobiercy Drefusa sprzedali posiadłość rodzinie Lagasse, która w 1940 roku kazała przebudować centralny pawilon i dobudować łuk prowadzący do szerokich schodów łączących dziedziniec z ogrodami. Obecnie zamek jest własnością prywatnej firmy.

## Architektura

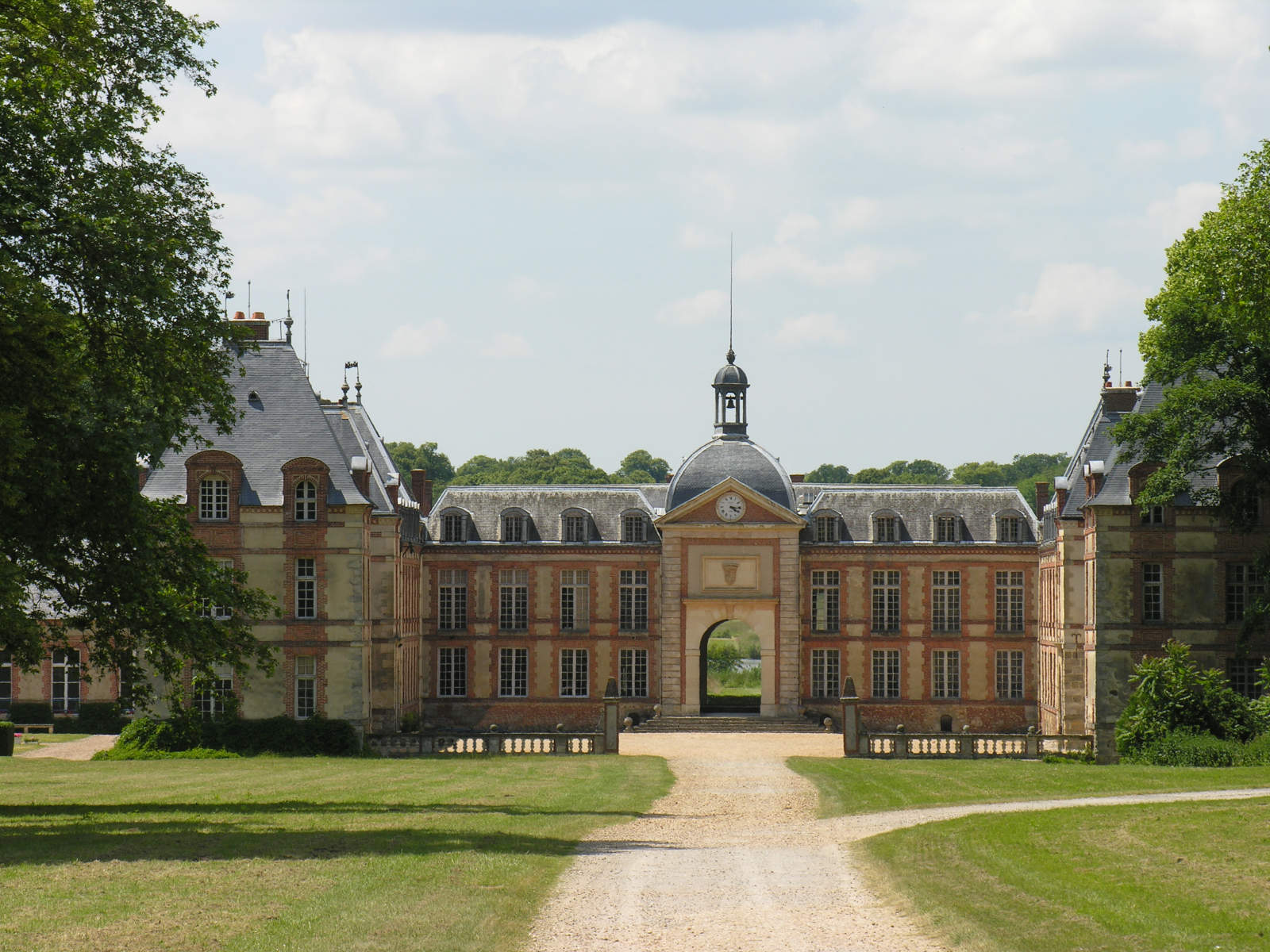
Wejście główne

Dwa duże skrzydła zamku zostały zbudowane około połowy XVII wieku według tradycyjnego francuskiego planu w kształcie litery U. Centralny budynek znajdował się za dziedzińcem, który był otoczony dwoma skrzydłami i fosą. Główny budynek obejmuje galerię, zbudowaną prawdopodobnie pomiędzy 1598 a 1609 rokiem, umożliwiającą komunikację między dwoma skrzydłami. Ten nietypowy układ - w którym korpus centralny pełni funkcję łącznika - przypomina zamek Écouen i jest prawdopodobnie wynikiem kolejnych etapów budowy. Centralną część budynku przebudowano w 1738 r., a pod koniec XIX w. rozbudowano ją przez Boeswillwalda, który podwoił głębokość części ogrodowej. Pawilon osiowy został przebity w 1940 roku sklepionym przejściem.
Skrzydła składają się z trzech pawilonów połączonych wydłużonym korpusem. Zbudowane są z cegły i kamienia, przy czym cegła jest materiałem stosowanym w sposób, który zastosowano również w Château de Grosbois i  Château des Mesnuls. Możliwe, że główne apartamenty znajdowały się w lewym skrzydle, a służba i pomieszczenia wspólne w prawym skrzydle. Przed centralnym pawilonem prawego skrzydła, nad przepaścią znajdował się most umożliwiający dostęp do podwórka. Stajnie i ważne zabudowania gospodarcze zostały zbudowane na początku XVIII wieku, prawdopodobnie przez brata Romaina. Kaplica znajdowała się w lewym skrzydle, a można było do niej wejść przez galerię na parterze, w linii głównego budynku. W 1703 roku zastąpiono ją ośmiokątną salą, prawdopodobnie za sprawą brata Romaina, ale według Pringué’a Dreyfusowie używali innej kaplicy. Galeria prowadząca do kaplicy pochodzi z 1653 roku. Ten układ galerii i salonu został symetrycznie powtórzony w prawym skrzydle przez Boeswillwalda. Budynek wraz z zabudowaniami gospodarczymi został wpisany do rejestru zabytków zarządzeniem z dnia 14 grudnia 1979 r.  